# René Faye
René Faye est un coureur cycliste français, né le 20 décembre 1923 à Champagnac-la-Rivière (Haute-Vienne) et mort le 8 janvier 1994 au Port-Marly (Yvelines).

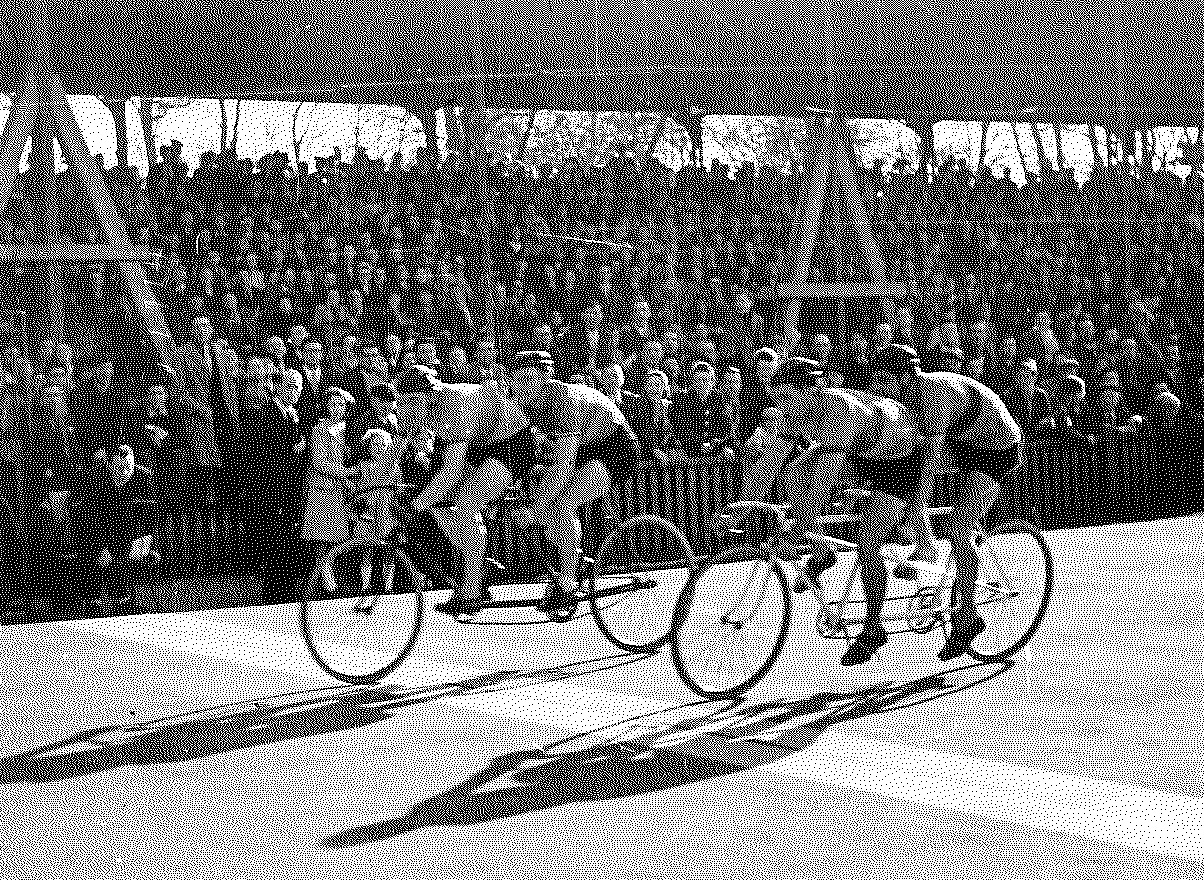
René Faye en tandem

## Palmarès

### Jeux olympiques d'été
- Médaille de bronze en cyclisme sur piste en tandem  aux Jeux olympiques d'été de 1948 à Londres avec Gaston Dron

### Championnat national et régional
- Champion d'Île-de-France des sociétés avec Henri Sensever et Fernand Vidal

### Grands Prix
- Vainqueur du Grand Prix de Paris (amateurs) en 1947
- 2e du Grand Prix Cyclo-Sport de vitesse en 1947
- 3e du Grand Prix de Paris (amateur) en 1948